# Filmvorführer

Emile Reynaud bei einer Vorführung seines "optischen Theaters"

Filmvorführer sind Mitarbeiter in einem Kino, deren Hauptaufgabe die Handhabung von Filmkopien und die Bedienung der Vorführapparaturen ist. Das bedeutet das Abspielen von Programmen jeglicher Art im Rahmen der Kinoveranstaltungen und das Warten der technischen Einrichtung. Mit Einzug der Digitalisierung ab Ende der 2000er Jahre werden in modernen Kinos immer weniger Filmvorführer benötigt.

## Tätigkeit

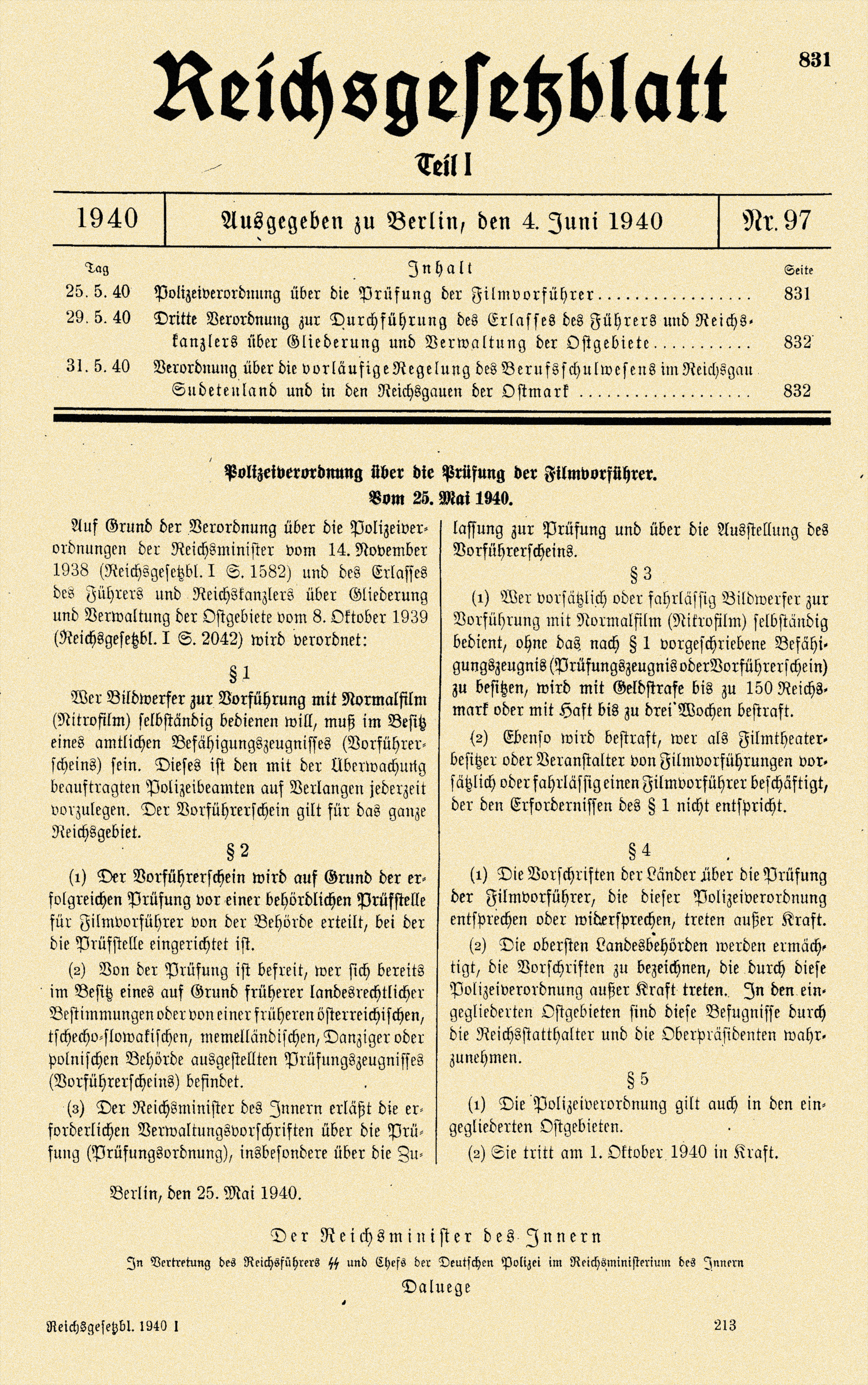
Polizeiverordnung über die Prüfung der Filmvorführer vom 25. Mai 1940 (Deutsches Reich)

Der Beruf des Filmvorführens ist geprägt durch die Arbeitsstätte Bildwerferraum (Vorführkabine). Hauptaufgabe des Vorführers ist das Bedienen des analogen oder digitalen Projektors, wozu auch das Einspannen des Films zählt. Abgelaufene Filmrollen müssen zurückgespult werden. In Zeiten digitaler Filmproduktion ist die Vorbereitung und Durchführung der Filmvorführung mittels eines Computers stärker in den Vordergrund gerückt. Der Filmvorführer ist zudem für den reibungslosen Gesamtablauf der Veranstaltung verantwortlich, und er kümmert sich daher auch um Saalbeleuchtung beim Ein- und Auslass, um vorab gespielte Trailer oder Werbeclips, Überblendungen bei Vorführungen mit mehreren Projektoren und vor allem um technische Probleme, die während der Vorführung auftreten können.
Neben der Arbeit mit Filmmaterial ist der Vorführer für die Einrichtung der Vorführkabine zuständig und verfügt daher auch über Kenntnisse in der Licht- und Tontechnik, um Lichtstärke, Lautstärke oder Akustik im Kinosaal einschätzen zu können. Falls notwendig (analoge Projektion), bereiten Filmvorführer den Film zur Projektion vor, d. h., sie koppeln die einzelnen Filmakte aneinander oder spulen bereits gezeigte Rollen um.
Bis zur Einführung der Xenon-Gasentladungslampe, die stundenlang brennen kann, verlangte die Kinofilmvorführung, dass jemand Kohleelektroden in die Bogenlampen der Laufbildwerfer einspannt, ihren Abbrand überwacht und sie rechtzeitig ersetzt. Auch weil die feuergefährlichen Filmportionen bis zum offiziellen weltweiten Ablösedatum 1. Januar 1951 gesetzlich auf 2000 Fuß (gut 600 Meter) begrenzt waren, mussten die Filmvorführer den Film mit abwechselndem Lauf von wenigstens zwei Projektoren zusammensetzen.

## Besondere Kenntnisse
Filmvorführer kennen die Filmformate, die Bildformate, die Tonsysteme, die richtige Bildfrequenz. Sie sollten Mindestkenntnisse der Optik haben und mit Hilfe von Fernrohr oder Fernglas für stets scharfe Projektion sorgen können.